# Акт Шермана
Акт Шермана (англ. Sherman Act) — перший антитрестовий (антимонопольний) закон США, який проголосив злочином перешкоджання вільної торгівлі створенням тресту (монополії) і вступ у змову з такою метою. Акт зобов'язував федеральних прокурорів переслідувати такі злочинні об'єднання та встановлював покарання у вигляді штрафів, конфіскацій та позбавлення волі до 10 років. Акт Шермана діє, по суті, по сьогодні, включений у федеральний Кодекс Сполучених Штатів (частина 15, параграфи 1-7).
Названий на ім'я ініціатора законопроєкту політика Джона Шермана, в 1890 році — сенатора та керівника фракції республіканців у Сенаті. Законопроєкт Шермана був схвалений Сенатом США 8 квітня 1890 (51 до 1), палатою представників — 20 червня (одноголосно), затверджений президентом Гаррісоном і набрав чинності 2 липня 1890 року. Протягом десятиліття закон «спав», поки президент Теодор Рузвельт не почав активно використовувати його у своїй антитрестовій кампанії.
Акт Шермана був спрямований не проти трестів (монополій) як таких, а проти безпосередніх обмежень свободи торгівлі (як між штатами США, так і міжнародної) — в тому числі, персонально проти Джона Рокфеллера і його Standard Oil. Визначення тресту, дане в законі («договір, об'єднання у формі тресту або в іншій формі, що обмежує торгівлю...»), що дозволяло використовувати його як проти об'єднань комерційних підприємств, так і проти профспілок; антипрофспілкова лазівка була усунена Актом Клейтона 1914 року.